# Йохан Лудвиг фон Глайхен-Тона
Йохан Лудвиг фон Глайхен-Тона (на немски: Johann Ludwig von Gleichen-Tonna; * 1565; † 15 януари/17 януари 1631) е граф на Глайхен-Тона.

## Биография
Той е син на граф Георг фон Глайхен-Тона (1509 – 1570) и втората му съпруга графиня Валдбург фон Пирмонт-Шпигелберг (* ок. 1521 – 1599), дъщеря на граф Фридрих фон Шпигелберг-Пирмонт († 1537) и Анна фон Хонщайн († 1537), дъщеря на граф Йохан II фон Хонщайн († 1492) и Маргарета фон Глайхен-Тона († 1518). Брат е на Филип Ернст фон Глайхен (1561 – 1619), граф на Глайхен, господар на Шпигелберг и Пирмонт
Йохан Лудвиг се жени на 7 март 1606 г. за графиня Ердмута Юлиана фон Хонщайн-Клетенберг (* 11 май 1587; † 28 юли 1633), дъщеря на граф Ернст VII фон Хонщайн (1562 – 1593) и Юлиана фон Барби-Мюлинген (1562 – 1590). Бракът е бездетен.
Йохан Лудвиг умира бездетен на 15 януари/17 януари 1631 г. на 66 години.